# Evolução dos recordes mundiais de 20 km marcha
Esta é a lista que demonstra a evolução dos recordes mundiais, masculino e feminino, de 20 quilómetros marcha, na categoria de seniores.

## Homens
| Marca   | Nome                       | País              | Data       | Local                              |
| ------- | -------------------------- | ----------------- | ---------- | ---------------------------------- |
| 1:38:43 | Hermann Müller             | Alemanha          | 1911-10-04 | Berlim, Alemanha                   |
| 1:37:57 | Emile Anthoine             | França            | 1913-07-13 | Paris, França                      |
| 1:34:15 | Václav Balšán              | Tchecoslováquia   | 1933-08-13 | Český Brod, Tchecoslováquia        |
| 1:33:25 | Fritz Bleiweiss            | GER Alemanha      | 1936-06-07 | Fürstenwalde, Alemanha             |
| 1:32:12 | John Mikaelsson            | Suécia            | 1937-05-30 | Malmö, Suécia                      |
| 1:31:44 | John Mikaelsson            | Suécia            | 1946-06-10 | Estocolmo, Suécia                  |
| 1:31:21 | Josef Doležal              | Tchecoslováquia   | 1955-06-05 | Praga, Tchecoslováquia             |
| 1:30:36 | Vladimir Golubnichiy       | União Soviética   | 1955-09-23 | Kiev, União Soviética              |
| 1:30:00 | Josef Doležal              | Tchecoslováquia   | 1956-07-25 | Praga, Tchecoslováquia             |
| 1:28:39 | Vladimir Guk               | União Soviética   | 1957-04-13 | Kiev, União Soviética              |
| 1:27:29 | Leonid Spirin              | União Soviética   | 1959-07-07 | Moscovo, União Soviética           |
| 1:27:04 | Vladimir Golubnichiy       | União Soviética   | 1959-07-15 | Moscovo, União Soviética           |
| 1:25:58 | Anatoliy Vedyakov          | União Soviética   | 1959-09-06 | Moscovo, União Soviética           |
| 1:25:22 | Anatoliy Vedyakov          | União Soviética   | 1968-07-21 | Leninegrado, União Soviética       |
| 1:25:19 | Anatoliy Vedyakov          | União Soviética   | 1972-05-07 | Berlim Oriental, Alemanha Oriental |
| 1:24:50 | Paul Nihill                | Reino Unido       | 1972-07-30 | Munique, Alemanha Ocidental        |
| 1:23:40 | Daniel Bautista            | México            | 1976-05-30 | Bydgoszcz, Polónia                 |
| 1:23:30 | Anatoliy Solomin           | União Soviética   | 1978-07-19 | Vilnius, União Soviética           |
| 1:23:12 | Roland Wieser              | Alemanha Oriental | 1978-08-30 | Praga, Tchecoslováquia             |
| 1:22:19 | Vadim Tsvetkov             | União Soviética   | 1979-05-13 | Klaipėda, União Soviética          |
| 1:22:16 | Daniel Bautista            | México            | 1979-05-19 | Valência, Espanha                  |
| 1:21:04 | Daniel Bautista            | México            | 1979-06-09 | Vretstorp, Suécia                  |
| 1:21:01 | Reima Salonen              | Finlândia         | 1979-06-09 | Raisio, Finlândia                  |
| 1:21:00 | Daniel Bautista            | México            | 1980-03-30 | Xalapa, México                     |
| 1:19:35 | Domingo Colin              | México            | 1980-04-27 | Cherkassy, União Soviética         |
| 1:19:30 | Jozef Pribilinec           | Tchecoslováquia   | 1983-09-24 | Bergen, Noruega                    |
| 1:19:24 | Carlos Mercenario          | México            | 1987-05-03 | Nova York, Estados Unidos          |
| 1:19:12 | Axel Noack                 | Alemanha Oriental | 1987-06-21 | Karl-Marx-Stadt, Alemanha Oriental |
| 1:19:08 | Mikhail Shchennikov        | União Soviética   | 1988-07-30 | Kiev, União Soviética              |
| 1:18:20 | Andrey Perlov              | União Soviética   | 1990-05-26 | Moscovo, União Soviética           |
| 1:18:13 | Pavol Blažek               | Tchecoslováquia   | 1990-09-16 | Hildesheim, Alemanha               |
| 1:18:04 | Bo Lingtang                | China             | 1994-04-07 | Beijing, RP China                  |
| 1:17:46 | Julio René Martínez        | Guatemala         | 1999-05-08 | Eisenhüttenstadt, Alemanha         |
| 1:17:46 | Roman Rasskazov            | Rússia            | 2000-05-19 | Moscovo, Rússia                    |
| 1:17:22 | Francisco Javier Fernández | Espanha           | 2002-04-28 | Turku, Finlândia                   |
| 1:17:21 | Jefferson Pérez            | Equador           | 2003-08-23 | Paris, França                      |
| 1:17:16 | Vladimir Kanaykin          | Rússia            | 2007-09-29 | Saransk, Rússia                    |